# 阿沃卡 (阿肯色州)
阿沃卡（英語：Avoca）是一個位於美國阿肯色州本頓縣的市鎮。根據2020年美國人口普查，該地共人口487人，而該地的面積約為4.86平方千米。

## 地理
阿沃卡的座標為36°24′05″N 94°04′15″W / 36.40139°N 94.07083°W，而該地的平均海拔高度為415米（即1362英尺）。